# Мотеджана
Мотеджа̀на (на италиански: Motteggiana, на местен диалект: Munticiàna, Мунтичана) е малко градче и община в Северна Италия, провинция Мантуа, регион Ломбардия. Разположено е на 20 m надморска височина. Населението на общината е 2629 души (към 2014 г.).